# Blepharita dufayi
Blepharita dufayi är en fjärilsart som beskrevs av Charles Boursin 1960. Blepharita dufayi ingår i släktet Blepharita och familjen nattflyn. Inga underarter finns listade i Catalogue of Life.